# La Pobla de Claramunt
La Pobla de Claramunt település Spanyolországban, Barcelona tartományban. Lakosainak száma 2353 fő (2024).

## Földrajza
La Pobla de Claramunt Castellolí, Piera, Vallbona d’Anoia, La Torre de Claramunt, Carme, Vilanova del Camí és Òdena községekkel határos.

## Közlekedés
A település az FGC vasúttársaság Llobregat–Anoia-vasútvonala vonalán fekszik, melyen Barcelona is könnyedén megközelíthető.

## Népesség
A település lakosságának változását az alábbi diagram mutatja:
| Lakosok száma | 353  | 1210 | 1105 | 1172 | 1685 | 1942 | 2286 | 2186 | 2193 | 2353 |
|               | 1717 | 1887 | 1936 | 1960 | 1986 | 2004 | 2009 | 2014 | 2019 | 2024 |